# René Klaassen
René Klaassen, född den 4 mars 1961 i Velp, Nederländerna, är en nederländsk landhockeyspelare.
Han tog OS-brons i herrarnas landhockeyturnering i samband med de olympiska landhockeytävlingarna 1988 i Seoul.